# 山田詩子
山田 詩子（やまだ うたこ、1963年 - ）は、日本の紅茶専門家、ティーブレンダー、絵本作家、イラストレーター。紅茶ブランドカレルチャペック紅茶店オーナー。
日本紅茶協会理事。

## 来歴
愛知県名古屋市生まれ。立命館大学産業社会学部卒業後、1987年東京都国分寺市に紅茶専門店「カレルチャペック紅茶店」をオープン。その後1992年に東京都吉祥寺に移転、2002年にはスウィーツと紅茶を扱うカフェ「カレルチャペックスウィーツ」を東京・吉祥寺に開店。2015年8月30日に吉祥寺に新店舗をオープン。
紅茶専門家、ティーブレンダーとして紅茶セミナーを不定期で開催。
イラストレーター、絵本作家、海外作品の翻訳家としても活躍している他、自社製品のデザインも自ら手掛けている。
中学生の時、NHK名古屋放送局制作のテレビドラマ『中学生日記』に出演。本人が主役となった放送回もあった。

## 人物

### 紅茶専門家として
1987年に創業したカレルチャペック紅茶店では、「どこよりも卓越した品質」にこだわりを持ち、鮮度とおいしさに妥協しない商品作りを貫く。
それを実現すべく、スリランカの短いフレバリーシーズンの茶園に直接出向き、優れたファクトリーマネージャーの立会いの下、自分で必ずテイスティングし、製茶の仕上がりのオーダーなど細かく調整しながら選定。
1日10杯以上の紅茶を飲む無類の紅茶好きであり、「健康にいいのは、鮮度と品質が優れた紅茶のみ」という確信を強く持ち、茶葉に勢いがあり、仕上がりが優れているもののみを買い付けている。
創業以来、オリジナルのフレーバリングセンスは、飲むアロマとして、高い評価を得ている。
紅茶やお菓子の著作が多数あり、紅茶業界のトレンド牽引役のひとり。

### クリエイターとして
幼少より、多数の絵本、児童文学に囲まれて育つ。現在洋書絵本中心に蔵書数は約3000冊。
カレルチャペック紅茶店創業のち15年間は、紅茶業に専念していたが、編集者の強い勧めと、2児を出産したことが契機となり、2002年『ぶたのチェリーのおはなし』（偕成社）で絵本作家としてデビュー。
以降、創作絵本を多数出版。台湾・アメリカ・フランス・韓国でも翻訳出版されている。
絵本の登場人物が、必ず何か食べていたり、お茶をしているのが特徴のひとつ。
イラストレーションの仕事としては、ユニクロのUT、集英社ナツイチ、ロイヤルホストのキッズメニューなど企業とのコラボレーションも多い。

## 主な著作
- 『おいしい紅茶のある暮らし』（著・絵、KADOKAWAメディアファクトリー） 1998
- 『紅茶の時間〈1〉おいしい紅茶のある暮らし』（著・絵、KADOKAWAメディアファクトリー） 1998
- 『紅茶の時間〈2〉さわやかなティータイム』（著・絵、KADOKAWAメディアファクトリー） 1998
- 『紅茶の時間〈3〉たのしいミルクティーの本』（著・絵、KADOKAWAメディアファクトリー） 1998
- 『紅茶好きのメニューブック』（著・絵、文化出版局） 1999
- 『なんでも屋はじめます』（正道かほる、絵、フレーベル館） 2001
- 『紅茶のおはなし』1 - 3（著・絵、フェリシモ） 2001
- 『たのしいティータイムブック』（小黒きみえ共著、絵、主婦と生活社） 2001
- 『うっほほーいの話』（田中てるみ原作、挿絵、アリス館） 2001
- 『ぶたのチェリーのおはなし』（作・絵、偕成社） 2002
- 『紅茶のおはなしティータイムダイアリー』（著・絵、フェリシモ） 2002
- 『こうさぎピピンのたんじょうび』（作・絵、偕成社） 2003
- 『ティータイムのイギリス菓子』（著・絵、文化出版局） 2003
- 『たまちゃんとボウルさん』（作・絵、文溪堂） 2004
- 『さぁ おでかけ』（作・絵、ブロンズ新社） 2004
- 『おいしいよ』（作・絵、ブロンズ新社） 2004
- 『ママといっしょ』（作・絵、ブロンズ新社） 2004
- 『のりもの』（作・絵、ブロンズ新社） 2005
- 『ようふく』（作・絵、ブロンズ新社） 2005
- 『ともだち』（作・絵、ブロンズ新社） 2005
- 『ジョニーのクリスマス』（作・絵、教育画劇） 2005
- 『みつばちバジーちゃん』（作・絵、偕成社） 2005
- 『トルテのピンクケーキ』（作・絵、学研） 2006
- 『わたしの紅茶生活』（著・絵、大和書房） 2006
- 『しずかなしずかなみずうみ』（作・絵、大日本図書） 2007
- 『おいしいパンがたべたいな』（作・絵、学研） 2008
- 『ジョニーパーティーへいく』（作・絵、教育画劇） 2008
- 『カレルチャペック紅茶店のレシピ はじめてでもおいしい紅茶とお菓子』（著・絵、白泉社） 2009
- 『カレルチャペック紅茶店のabcティータイム 紅茶と絵本のおいしいおしゃべり』（著・絵、白泉社） 2010
- 『おさらのはらのビリーとメリー』（作・絵、学研） 2010
- 『ロビンとルパートのティータイムやさん カレルチャペックのレシピ絵本』（作・絵、白泉社） 2010
- 『きょうはすてきなドーナツようび』（竹下文子文、絵、アリス館） 2012
- 『12月のおはなし クリスマスクッキング ふしぎなクッキーガール』（梨屋アリエ文、絵、講談社） 2013
- 『紅茶の時間』（著・絵、KADOKAWAメディアファクトリー） 2015
- 『あかちゃんのうた』（熊坂明子歌、絵、成美堂出版） 2015

## 翻訳
- 『クマのプーさんティータイムブック』（A・A・ミルン原作、アーネスト・H・シェパード絵、BL出版） 1999
- 『ターシャ・テューダーのマザーグース』（ターシャ・テューダー、フェリシモ） 2000
- 『クマのプーさんクッキーブック』（A・A・ミルン原作、アーネスト・H・シェパード絵、BL出版） 2003
- 『クマのプーさんピクニックブック』（A・A・ミルン原作、アーネスト・H・シェパード絵、山田はるか, 江口陸子共訳、BL出版） 2004